# Telescópio aéreo

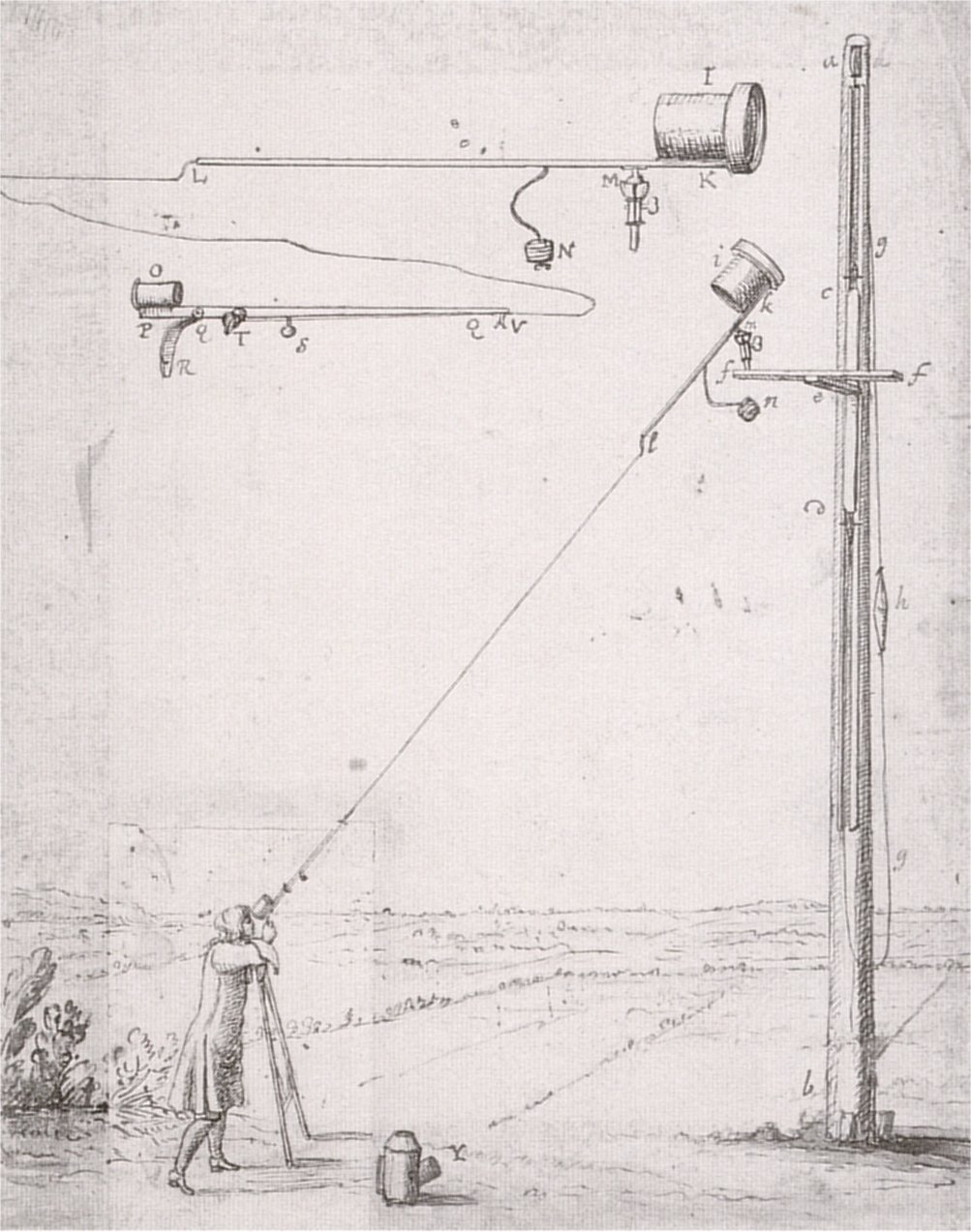
Telescópio aéreo de Christiaan Huygens, figura de 1684

Telescópio aéreo é um tipo de telescópio refrator de distância focal muito longa criado na segunda metade do século XVII que não utilizava um tubo para contornar as limitações na construção de tubos longos e rígidos que mantivessem as lentes ocular e objetiva alinhadas.
A lente objetiva era montada sobre um poste, árvore, torre, prédio ou qualquer outra estrutura alta e apoiada numa junta esférica. O observador permanecia ao nível do solo com a lente ocular e era ligado com a objetiva por um cordão ou bastão. Ao esticar o cordão e mover a ocular ele poderia apontar o telescópio para os objetos no céu. A ideia deste tipo de telescópio pode ter se originado com o astrônomo holandês Christiaan Huygens e seu irmão.